# Dolné Strháre
Dolné Strháre es un municipio del distrito de Veľký Krtíš en la región de Banská Bystrica, Eslovaquia, con una población estimada a final del año 2024 de 201 habitantes.
Se encuentra ubicado al suroeste de la región, en la cuenca hidrográfica del río Ipoly —un afluente izquierdo del Danubio— y cerca de la frontera con la región de Nitra y con Hungría.

## Demografía
| Año        | 1994 | 2004 | 2014     | 2024    |
| ---------- | ---- | ---- | -------- | ------- |
| Población  | 170  | 170  | 188      | 201     |
| Diferencia |      | +0 % | +10,58 % | +6,91 % |

| Año        | 2023 | 2024    |
| ---------- | ---- | ------- |
| Población  | 206  | 201     |
| Diferencia |      | −2,42 % |